# 謝列德內 (霍羅爾區)
49°46′53″N 33°13′56″E / 49.78139°N 33.23222°E
謝列德內（烏克蘭語：Середнє），是烏克蘭中部的村莊，隸屬波爾塔瓦州的盧布尼區。該村距離庫托爾日哈0.5公里，海拔高度117米，2001年該村落人口29。